# Жилой дом П. Н. Щелухиной
Жилой дом П. Н. Щелухиной — памятник градостроительства и архитектуры в историческом центре Нижнего Новгорода. Построен в 1911—1912 годах. Представляет собой жилой дом начала XX века с квартирами для сдачи в наём. Выполнен в стиле рационального деревянного модерна и украшен уникальным чердачным световым фонарём, не имеющим аналогов в архитектуре города.           
Дом имеет важное градостроительное значение, так как вместе с другими зданиями на улицах Короленко, Студёной, Славянской и Новой образует цельный архитектурный ансамбль исторической застройки второй половины XIX — начала XX веков — достопримечательное место «Район улиц Короленко, Славянской, Новой».          

## История
Дом расположен на южной окраине исторического центра Нижнего Новгорода. С конца XVIII века по 1824 год на данной территории располагались канатные заводы. В 1839 году новым генеральным планом территория была включена в городскую, что привело к формированию на этом месте нового большого жилого района, планировку которого разработали архитектор И. Е. Ефимов и инженер П. Д. Готман в 1836—1839 годах. В ходе планировки была проложена улица Канатная (с 1928 года — Короленко).
Существующий дом являлся жилым домом городского владения, принадлежавшего крестьянке села Пощупово Рязанской губернии Прасковье Никитичне Щелухиной. В 1911 году был выполнен проект постройки на месте подлежащих разборке строений нового двухэтажного деревянного дома и деревянных одноэтажных служб, утверждённый Нижегородской городской управой 11 ноября. Дом, судя по планировке, предназначался для сдачи квартир в наём. Проект был выполнен в стиле модерн с фахверковой структурой фасадов, включением орнаментированных плоскостей под междуэтажным карнизом. Строительство началось в 1912 году. До 1918 года дом числился за Щелухиной.
В 2013 году Администрация Нижнего Новгорода выдала постановление о сносе дома. В последующие годы дом расселили, но не снесли. В 2018 году главный архитектор Научно-исследовательского предприятия «Этнос» И. С. Агафонова и юрист М. И. Чуфарина подали заявление о включении дома в единый государственный реестр объектов культурного наследия. Приказом Управления государственной охраны объектов культурного наследия здание было включено в перечень выявленных объектов культурного наследия. В 2020 году новым приказом Управления государственной охраны объектов культурного наследия Нижегородской области дом был признан объектом культурного наследия регионального значения.  

## Архитектура
В плане дом Г-образный. Два основных этажа сложены из брёвен с остатком, обшиты калёванным тёсом и поставлены на кирпичный, оштукатуренный цоколь. К дому примыкают каркасные сени. Кровля выполнена из листовой стали на фальцах по деревянной обрешётке. Кровельное покрытие шатра-епанчи — металлические листы со штампованной чешуёй и гладкими гуртами по деревянной обрешётке. Дом имеет чердачный световой фонарь, не имеющий аналогов в архитектуре Нижнего Новгорода.
Внешний облик фасадов сдержан и лапидарен, отражает рационалистические тенденции в архитектуре начала XX века. Главный фасад имеет пять световых осей, асимметричен. Справа расположен парадный вход в сени с двумя двустворчатыми дверями, сдвоенное окно второго этажа и епанча с трёхарочным окном и кованным навершием из трёх элементов над гребнем. Над входом устроен треугольный навес, поддерживаемый тремя деревянными кронштейнами с диагональными укосинами. Углы фасадов охвачены филенчатыми лопатками. Профильный междуэтажный карниз делит объём здания по горизонтали. Украшено строение венчающим карнизом большого выноса с разрывом перед чердачным фонарём. 
Окна прямоугольные, с рамочными наличниками и узкими профилированными подоконными досками со скошенными вниз углами.
В доме сохранились кирпичные печи (некоторые переложены и частично разобраны), филенчатые двустворчатые двери и одна одностворчатая. Три печи оформлены фигурными филенками и отделаны белыми кафельными изразцами. Сохранились карнизы и некоторые розетки для люстр. Парадная и чёрная лестницы украшены изящными точёными столбиками и балясинами.           